# Francine Landre
Francine Landre (née le 26 juillet 1970 aux Abymes) est une athlète française spécialiste du 400 mètres. Elle co-détient le record de France du relais 4 × 400 mètres en 3 min 22 s 34 (1994).

## Carrière
Native de Guadeloupe, Francine Landre arrive en métropole en 1988 pour rejoindre le groupe d'entraînement de José Marajo au sein de l'INSEP. Championne de France cadette du 200 mètres en 1986, elle remporte le titre junior du 400 mètres en 1989. Elle décroche son premier titre national senior en salle en 1992 et s'impose lors de l'édition en plein air de 1993.
Sélectionnée en équipe de France lors des Championnats du monde de Stuttgart, la Française est éliminée en demi-finale de l'épreuve individuelle et se classe par ailleurs sixième du relais 4 × 400 mètres. En 1994, la Guadeloupéenne remporte à Annecy son deuxième titre de champion de France. Aux Championnats d'Europe d'Helsinki, elle obtient le meilleur résultat de sa carrière dans une épreuve individuelle en prenant la huitième place de la finale du 400 m. Alignée par ailleurs dans le relais 4 × 400 m, Francine Landre s'adjuge le titre continental aux côtés de Evelyne Elien, Viviane Dorsile et Marie-José Pérec, championne d'Europe du 400 m quelques jours plus tôt. La France établit un nouveau record national en 3 min 22 s 34 et devance finalement la Russie et l'Allemagne.
En 1995, Francine Landre rejoint le groupe d'entraînement de Fernand Urtebise composé entre autres de Stéphane Diagana. Elle participe dès l'année suivante aux Jeux olympiques d'Atlanta et se classe huitième de la finale du relais 4 × 400 m. Elle signe un nouveau record personnel le 16 août en 51 s 89 lors du meeting de La Chaux-de-Fonds. En 1998, la Française décide de repartir en Guadeloupe où elle s'entraîne seule en suivant les conseils de Fernand Urtebise en métropole. Sixième du relais 4 × 400 m aux Championnats d'Europe de 1998, elle décroche trois nouveaux titres nationaux en 1999, 2001 et 2002, et remporte par ailleurs la médaille d'argent du 400 mètres lors des Jeux méditerranéens de 2001.
Son record personnel sur 400 m est de 51 s 21, établi le 23 juin 2001 à Brême.

## Palmarès
| Date | Compétition           | Lieu      | Résultat | Épreuve   |
| ---- | --------------------- | --------- | -------- | --------- |
| 1993 | Championnats du monde | Stuttgart | 6e       | 4 × 400 m |
| 1994 | Championnats d'Europe | Helsinki  | 8e       | 400 m     |
| 1994 | Championnats d'Europe | Helsinki  | 1re      | 4 × 400 m |
| 1996 | Jeux olympiques       | Atlanta   | 8e       | 4 × 400 m |
| 1998 | Championnats d'Europe | Budapest  | 6e       | 4 × 400 m |
| 2001 | Championnats du monde | Edmonton  | 6e       | 4 × 400 m |
| 2001 | Jeux méditerranéens   | Radès     | 2e       | 400 m     |
| 2001 | Jeux méditerranéens   | Radès     | 1re      | 4 × 400 m |

- Championne de France « élite » du 400 mètres en 1993, 1994, 1999, 2001 et 2002.